# Liste der Staatsoberhäupter 842
Übersicht
◄◄ | ◄ | 838 | 839 | 840 | 841 | Liste der Staatsoberhäupter 842 | 843 | 844 | 845 | 846 | ► | ►►

Weitere Ereignisse

## Afrika
- Aghlabiden
  - Emir: Abū ʾl-ʿAbbās Muhammad I. (841–856)
- Idrisiden in Marokko
  - Imam: Ali I. Haydara ibn Muhammad (836–849)
- Rustamiden
  - Imam: Aflah ibn 'Abd al-Wahhab (824–872)

## Asien
- Bagan
  - König: Hkelu (829–846)

- China
  - Kaiser: Tang Wuzong (840–846)

- Indien
  - Östliche Chalukya
    - König: Vijayaditya II. (808–847)

  - Pala
    - König: Devapala (810–850)

  - Pallava
    - König: Nandi Varman III. (825–850)

  - Pandya
    - König: Sirmara Srivallabha (830–862)

  - Pratihara
    - König: Samrat Mihir Bhoja Mahan (836–885)

  - Rashtrakuta
    - König: Amoghavarsha I. (814–878)

- Japan
  - Kaiser: Nimmyō (833–850)

- Khmer
  - König: Jayavarman II. (802–850)

- Korea
  - Balhae
    - König: Jangjong Hwa (832–858)

  - Silla
    - König: Munseong (839–857)

- Kalifat der Muslime
  - Kalif: al-Mu'tasim bi-'llāh (833–842)
  - Kalif: al-Wāthiq bi-'llāh (842–847)

- Mataram
  - König: Pikatan (838–850)

- Nanzhao
  - König: Meng Quanfengyou (823–859)

- Tao-Klardschetien
  - Kuropalat: Bagrat I. (830–876)

- Tibet
  - König: Lang Darma (836–842)

## Europa
- Bulgarien
  - Khan: Presian I. (836–852)

- Byzantinisches Reich
  - Kaiser: Theophilos (829–842)
  - Kaiser: Michael III. (842–867)

- England (Heptarchie)
  - East Anglia
    - König: Æthelstan (827–845)

  - Mercia
    - König: Beorhtwulf (840–852)

  - Northumbria
    - König: Æthelred II. (840–844)

  - Wessex
    - König: Æthelwulf (839–855)

- Fränkisches Reich
  - Bruderkrieg und Reichsteilung (vgl. Innerdynastische Kämpfe der Karolinger 830–842) (840–843)
  - Westfrankenreich
    - Maine
      - Graf: Gauzbert I. (839–849)

    - Grafschaft Toulouse
      - Graf: Bernhard von Septimanien (835–844)

  - Ostfrankenreich
    - Sachsen
      - Herzog: Liudolf (ca. 840–866)

- Italien
  - Kirchenstaat
    - Papst: Gregor IV. (827–844)

  - Neapel
    - Herzog: Sergius I. (840–864/865)

  - Salerno
    - Fürst: Siconulf (840–851)

  - Venedig
    - Doge von Venedig: Pietro Tradonico (836–864)

- Mährerreich
  - Fürst: Mojmir I. (833–846)

- Raszien
  - Großžupan: Vlastimir (825–860)

- Schottland
  - Dalriada
    - König: Kenneth I. (841–843)

  - Strathclyde
    - König: Artgal (ca. 840–872)

  - Pikten
    - König: Uen (839–842)
    - König: Brude VI. (842)
    - König: Kineth (842)

- Spanien
  - Asturien
    - König: Alfons II. (791–842)
    - König: Ramiro I. (842–850)

  - Grafschaft Barcelona
    - Graf: Bernhard von Septimanien (835–844)

  - Emirat von Córdoba
    - Emir: Abd ar-Rahman II. (822–852)

  - Navarra
    - König: Íñigo Arista (824–852)
    - König: García Íñiguez (842–882)

- Wales
  - Gwynedd
    - Fürst: Merfyn Frych (825–844)

  - Powys
    - Fürst: Cyngen ap Cadell (808–854)